# 제7보병사단 (대한민국)
제7보병사단(第七步兵師團, 7th Infantry Division, 상징명칭: 칠성부대)은 대한민국 육군의 보병 사단으로 1949년 6월 10일에 창설되었다.
한국 전쟁 당시 총 28회의 전투에 참전했으며, 특히 낙동강방어전을 수행할 당시 영천지구 전투에서는 북한 2개 사단을 격멸해 대통령부대표창을 수상하였다. 부대의 별칭인 칠성은 고조선 치우장군 이래 장수의 칼과 깃발에 등장했던 북두칠성처럼 모든 것의 중심이 되어 항상 승리하겠다는 의미로 사단 창설시 제정되었다. 현재 휴전선 중동부 지역에 주둔하며, 예하에 GOP연대(5, 8연대)와 예비연대(3연대), 포병연대 및 직할대가 있다. 경례 구호는 "단결! 할 수 있습니다"이다.

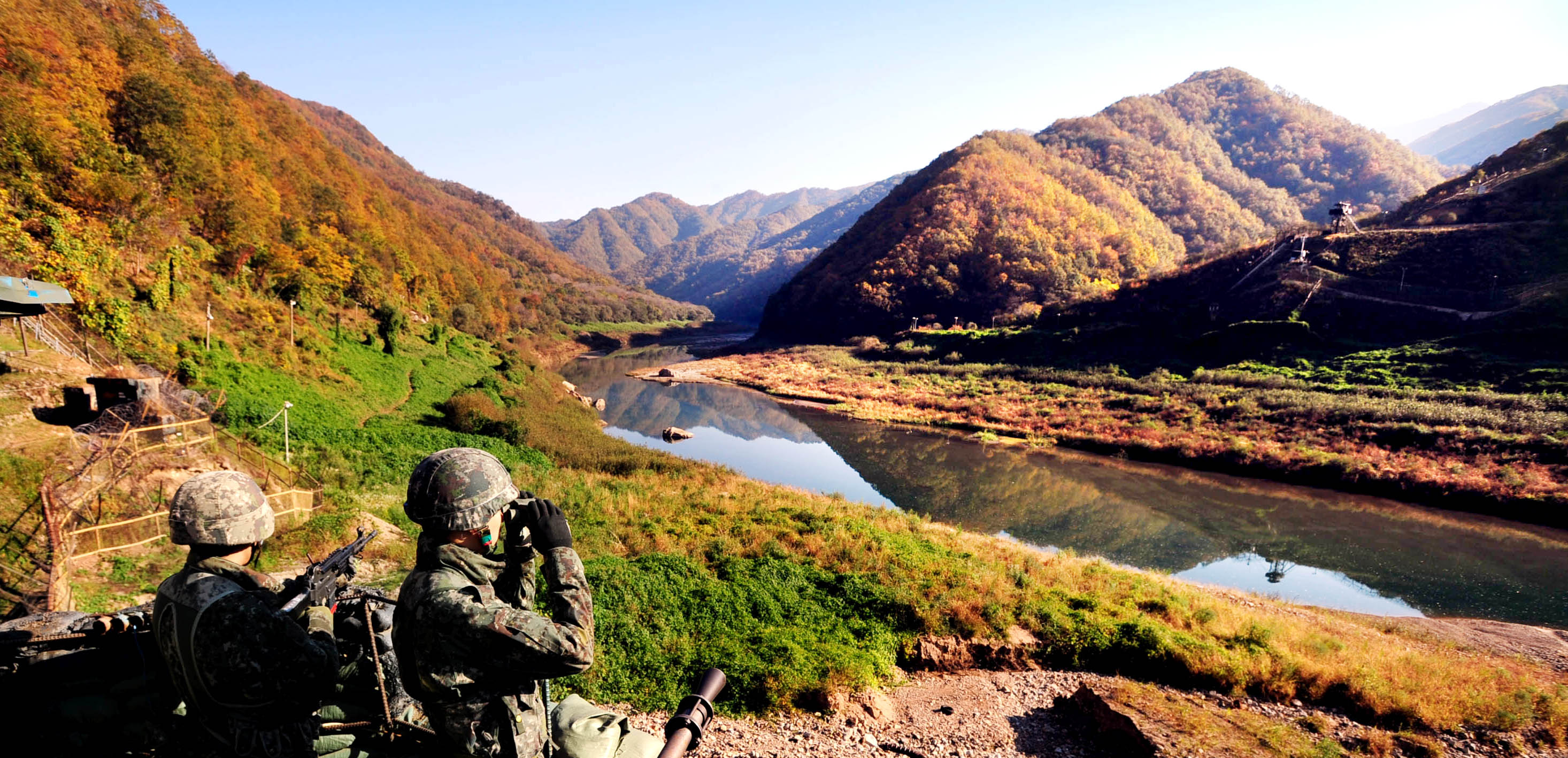
GOP 경계임무를 수행 중인 제7보병사단 장병들

## 연혁
최초의 칠성 부대는 1946년 4월 1일 춘천시에서 창설된 제7여단(초대 부대장 대령 이준식)이 모체이며 이때 배속 부대는 제1, 9, 17, 19연대였다. 1949년 2월 1일 수도여단으로 개칭된다. 1949년 5월 12일 수도사단으로 승격되면서 포병사령부를 포병연대로 바꾸어 사단에 예속시켰다. 계속 용산에서 주둔하고 있던 수도사단은 육일명 제17호에 의거하여 보병 제7사단으로 재개칭하였고 제17연대를 예속 해제하여 수도경비사령부로 보냈다.
이로써 제7보병사단은 제1, 9, 19연대 및 포병연대를 예하부대로 하여 1949년 6월 10일에 창설되었다. 1949년 9월 14일 지리산 공비토벌 작전에 투입되었으며 한국 전쟁 직전에는 의정부시 정면을 방어하는 임무를 수행하였다. 한국 전쟁 초반 의정부 전투와 서울 방어 전투를 거치며 1950년 7월 5일 사실상 해편되었다가 8월 대구에서 3, 5, 8연대 외 당시 제 6보병 사단 소속 이었던 16포병대대로 재편되었다.
이후 영천 전투에서 북한 2개 사단을 섬멸하여 연합군의 반격작전을 위한 일대 전기를 마련하였고 이후 북진을 거듭, 1950년 10월 18일에는 평양에 최선두로 입성하여 북한군 사령부로 사용하던 김일성종합대학 옥상에 태극기를 게양하였다. 28차례의 주요전투에서 적 사살 2만 3,000명, 포로 6,400여 명, 장비노획 2만 9,000여 점의 전과를 올리기도 했으나, 현리 전투에서 무장 해제에 가까운 패전을 겪기도 하였다. 한국 전쟁 이후 1960년 4월부터 1976년 6월까지 45회에 걸친 대침투작전에 참가해 무장공비 31명을 사살하고, 3명을 생포하는 등 사단 창설 이래 대통령 부대표창 13회를 수상하기도 했다. 1963년 9월 6일 현위치인 강원특별자치도 화천군에 주둔해 지금에 이르고 있다.
2020년 12월 종전 연대급 부대는 여단으로 승격했다.

## 부대 편제
- 사단본부
- 제3보병여단 (연승)
  - 제1보병대대
  - 제2보병대대
  - 제3보병대대 (신병교육대병행)
  - 제3여단 군수지원대대
  - 제3여단 직할 포병대
- 제5보병여단 (독수리) - GOP경계
  - 제1보병대대
  - 제2보병대대
  - 제3보병대대
  - 제5여단 군수지원대대
  - 제5여단 직할 포병대 (을지. 포병여단 56포병대대에서 편제변경.)
- 제8보병여단 (독수리) - GOP경계
  - 제1보병대대
  - 제2보병대대
  - 제3보병대대
  - 제8여단 군수지원대대
  - 제8여단 직할 포병대
- 포병여단 (박살)
  - 제16포병대대 (충무. 대한민국 최초 창설 포병대대 중 하나. 6.25전쟁 당시 제 6 보병사단에 소속되었으며, 춘천-홍천전투 승전부대였고, 전쟁 이후 제 7 보병사단 예하로 예속 전환되었다.)
  - 제57포병대대 (화랑)
  - 제239포병대대 ()
  - 제637포병대대 (왕자)
- 사단 직할대
  - 본부대
  - 군악대
  - 군사경찰대대
  - 정보통신대대
  - 제7사단 군수지원대대
  - 공병대대
  - 의무대
  - 전차대대
  - 방공중대
  - 화생방지원대
  - 보충중대
  - 수색대대

## 사단가
```
(1절)
신라의 푸른 하늘, 태극기 아래

이 몸을 함께 바친 젊은 용사들.

조국을 사랑하는 일편단심

불이며, 바위여라. 태산이어라.

싸우며 무찌르는 상승 7 사단.

장병이 기만인가! 하나의 마음!

(2절)
창공에 길이 빛날 북두와 같이

천만대 이어나갈 민족의 터전.

우리의 선인들이 남긴 유업

무궁화 가지마다 아로 새겨져.

벅차고 눈물겨운 투지의 피가

한 송이 꽃잎마다 향기로워라!

```